# 3743 Pauljaniczek
3743 Pauljaniczek eller 1983 EW är en asteroid i huvudbältet som upptäcktes den 10 mars 1983 av den amerikanske astronomen Evan Barr vid Anderson Mesa Station. Den är uppkallad efter amerikanen astronomen Paul M. Janiczek.
Asteroiden har en diameter på ungefär 4 kilometer.